# Oblivion (песня Граймс)
«Oblivion» (с англ. — «Забвение») — песня канадской певицы Граймс с её третьего студийного альбома Visions (2012), в жанрах синти-поп, дрим-поп и futurepop. Она была выпущена в 2012 году в качестве промосингла на британском инди-лейбле 4AD Records.
Песня стала одним из самых успешных музыкальных релизов Граймс. Так, издание Pitchfork назвало композицию лучшей песней 2012 года, а в 2019 году поставило её на второе место в своём списке лучших композиций десятилетия. Второе место трек занял и в аналогичном списке лучших композиций 2010-х годов у Acclaimed Music, составленном на основе данных из более чем 35 различных рейтингов. В списке «500 величайших песен всех времён» по версии журнала New Musical Express «Oblivion» занял 229-е место.

## Музыкальный клип
В качестве режиссёров музыкального клипа выступили сама Граймс и канадская писательница и режиссёр Эмили Кай Бок. Клип был снят на очень небольшой бюджет. Его премьера состоялась 2 марта 2012 года. В видео Граймс показывается на спортивных матчах на стадионе среди в основном мужской публики, а также в мужской раздевалке в окружении тяжелоатлетов.
Съёмки клипа проходили в Канаде, в Монреале, в трёх разных локациях: на Олимпийском стадионе и стадионе имени Персивала Молсона во время матчей по канадскому футболу и суперкроссу, а также небольшая часть сцен была снята в продовольственном минимаркете. В интервью Noisey (Vice) Граймс сообщила, что первоначально они планировали проводить съёмки на матче по боксу, однако их друзья украли эту идею.
Объясняя художественный замысел видео, Граймс сказала, что искусство даёт ей возможность вести себя активно и вызывающе там, где в реальном мире она не может этого делать. И что «частью этого было утверждение этой абстрактной женской силы на этих аренах, где доминируют мужчины — видео в какой-то степени об объективизации мужчин. Но не в неуважительной манере». В интервью журналу Spin она пояснила, что это песня о вхождении в «мужской мир», который обычно ассоциируется с изнасилованием, но здесь он представлен как нечто очень открытое и приветливое. Граймс также поделилась тем, что пережила сексуальное насилие и после этого долгое время не могла вступать ни в какие отношения с мужчинами, так как была в ужасе от них, и что клип это в какой-то части и преодоление этого.

## Версии треков
| №  | Название                      | Длительность |
| -- | ----------------------------- | ------------ |
| 1. | «Oblivion (версия для радио)» | 3:10         |
| 2. | «Oblivion (альбомная версия)» | 4:11         |

## Чарты
| Чарт (2012)                                | Высшая позиция |
| ------------------------------------------ | -------------- |
| Ирландия (IRMA)                            | 92             |
| Мексика (Mexico Ingles Airplay, Billboard) | 39             |